# Dębica

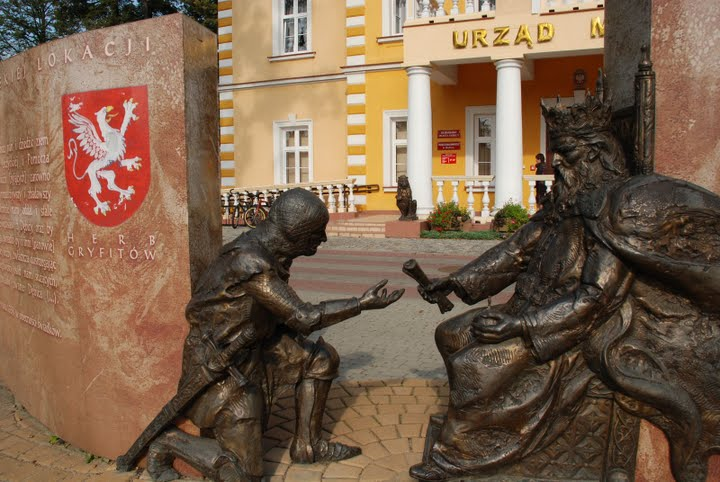
Pomník zobrazující jak Kazimír III. uděluje Świętosławu Gryfitovi povolení vybudovat město

Dębica [dɛmˈbʲiʦa] (v jidiš דעמביץ‎, Dembitz) je polské město ve stejnojmenném okrese v Podkarpatském vojvodství. Tvoří samostatnou městskou gminu.
Město leží asi 40 kilometrů západně od sídla vojvodství, města Rzeszów a asi 100 km východně od Krakova na řece Wisłoka.

## Historie
Dębica je poprvé zmiňována v roce 1293 jako vesnice Dambicha, patřící šlechtickému rodu „Gryfita“. V roce 1305 byla původní ves napadena Tatary, kteří vypálili dřevěný kostel. Ten byl znovu postaven v roce 1318 a od roku 1325 byla Dębica sídlem děkanátu.
V roce 1358 král Kazimír III. udělil místnímu šlechtici Świętosławu Gryfitovi povolení založit zde město, a Dębica obdržela Magdeburské právo, společně s právem pořádat každou středu týdenní trhy. Město však formálně vzniklo 10. června 1372, kdy byl Mikołaj z Lipiny jmenován prvním fojtem. Dębica sice ležela příhodně na hlavní obchodní stezce z Krakova do Lvova, ale nově vybudované město nemohlo soupeřit se starými centry v oblasti, s městy Pilzno a Ropczyce. V roce 1446 udělil král Vladislav III. městu trhové právo, Dębica směla pořádat kromě týdenních i výroční trhy v Popeleční středu, což vedlo k rychlému rozvoji města. V roce 1554 zničil město požár. V roce 1578 zde žilo asi 700 lidí, z toho asi 20 řemeslníků. Dębica přesto zůstávala malým městem. Město nemělo hradby, které by ho chránily. Proto bylo častokrát vypleněno nebo vypáleno Tatary, Švédy a Maďary. V roce 1474 byla Dębica, společně s dalšími městy jižního Malopolska vypleněna v maďarskou Černou armádou. V roce 1502 způsobil nájezd krymských Tatarů rozsáhlé škody, v důsledku toho město bylo vylidněno. Stejně jako téměř všechna malopolská města byla Dębica kompletně zničena při švédské invazi do Polska, když Švédové a vojska Jiřího II. Rákócziho město vyplenila a vypálila (1655–1660). Po této události se počet obyvatel snížil asi na 200 lidí, a zůstalo stát asi 30 domů. Výsledkem bylo, že vedení města povolilo prvním Židům usadit se ve městě. První židovští obyvatelé přicházeli v období 1676 až 1690. Rozšířili tak počet obyvatel města, a měli pozitivní vliv na jeho ekonomiku. Během Severní války byla destrukce města natolik závažná, že se z něj téměř stala vesnice se zemědělským obyvatelstvem.
Všechny tyto události jsou také důvodem, proč je ve městě jen málo historických budov a památek. Jednou z nich je kostel sv. Hedviky, původně ze 14. století, kompletně přestavěný koncem 19. století.
Při prvním dělení Polska připadlo město Rakousku. Rakouské úřady rozhodly o tom, že jde spíše o vesnici než město a také jí dali nový název – Dembitz. Toto rozhodnutí společně s pozbytím městských práv znamenalo úpadek. V roce 1831 zde vypukla epidemie cholery s četnými oběťmi. Po výstavbě železniční trati Lvov–Vídeň v roce 1856 získalo město Dębica železniční spojení. S tím související rozvoj přinesl v roce 1914 opět získání titulu města.
V roce 1918 připadlo město Polsku. V roce 1937 se stalo sídlem okresu (powiat). V roce 1939, po vypuknutí druhé světové války, zde žilo 10 600 obyvatel. Wehrmacht obsadil město 8. září 1939. Židovské obyvatelstvo bylo v roce 1942 internováno v místním ghettu v blízkosti nádraží (zřízeno k 1. lednu 1942), odkud bylo dále deportováno do koncentračních táborů. Z asi 15 000  židovských obyvatel ghetta z města (asi 2200 lidí) a okolí, jich bylo asi 12 000 posláno do Vyhlazovacího tábora Belzec. Likvidace ghetta proběhla 1. března 1943. Severně od města se v trojúhelníku mezi řekami Visla a San a městy Mielec, Stalowa Wola a Sokolow Malopolski rozkládalo cvičiště Heidelager (německy SS-Truppenübungsplatz Heidelager). 23. srpna 1944 vstoupila do města Rudá armáda. Represím komunistických orgánů padlo za oběť mnoho členů odbojového hnutí.
Během války bylo asi 40 % města zničeno. Po obnově zde žije asi čtyřiapůlkrát více obyvatel než v roce 1939.
Na základě územněsprávní reformy v roce 1975 připadlo město do Tarnowského vojvodství, po jeho zrušení v roce 1998 je od roku 1999 Dębica částí Podkarpatského vojvodství.

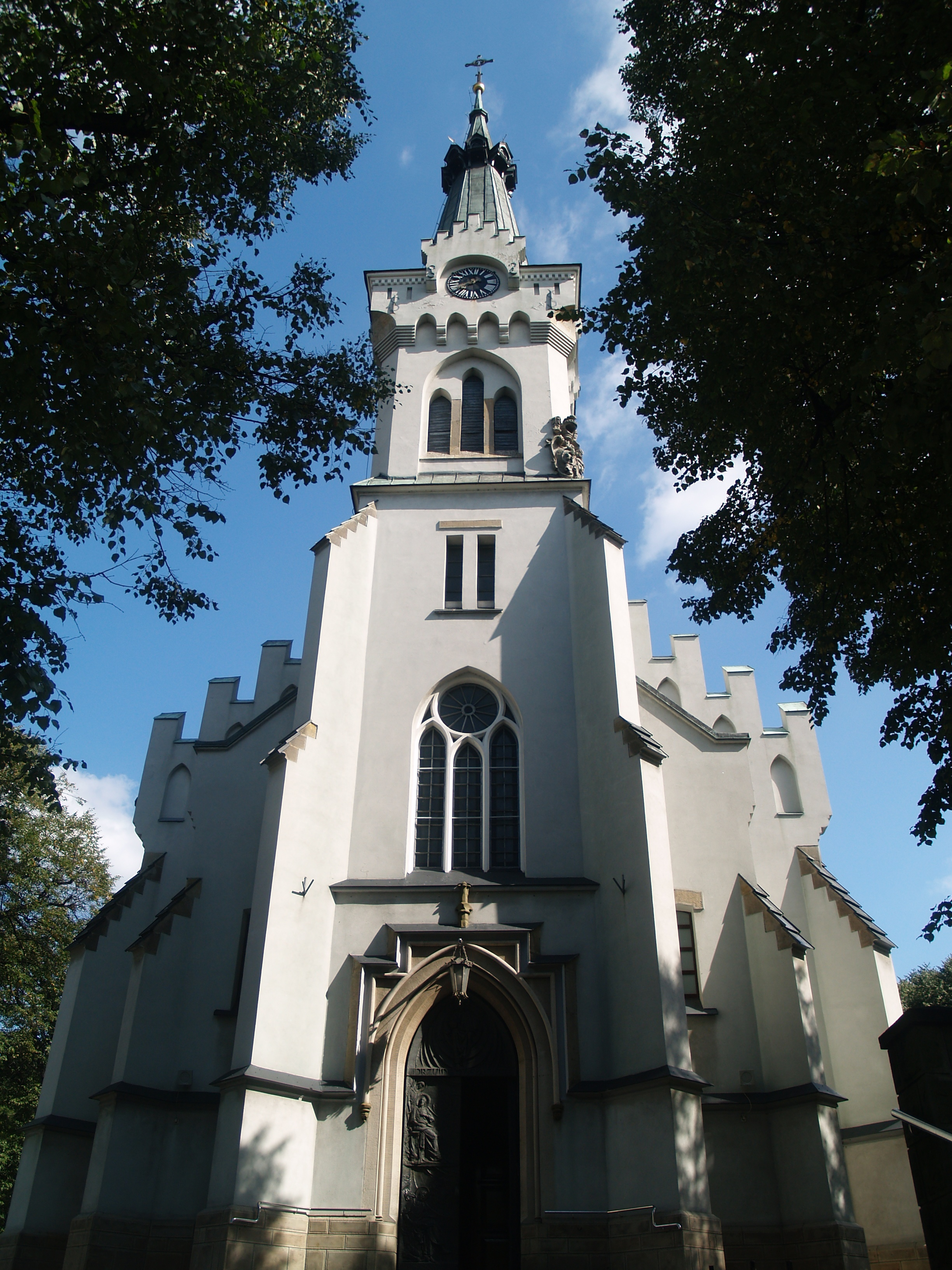
Kostel sv. Hedviky

## Gmina

### Městská gmina
Město Dębica je sídlem stejnojmenné městské gminy (gmina miejska).

### Vesnická gmina
Vesnická gmina (gmina wiejska) Dębica má rozlohu 137,62 km². Patří do ní následujících 19 obcí se starostenstvími (sołectwo):
Braciejowa
Brzeźnica
Brzeźnica-Wola
Głobikowa
Gumniska
Kędzierz
Kochanówka
Kozłów
Latoszyn
Nagawczyna
Paszczyna
Podgrodzie
Pustków-Wieś
Pustków-Krownice
Pustków-Osiedle
Pustynia
Stasiówka
Stobierna
Zawada

## Hospodářství
Firma Goodyear Dunlop převzala v roce 1995 místní továrnu T. C. Debica S. A. (dříve Stomil Debica). Polská továrna je třetí největší továrnou koncernu na světě.
Město je významným centrem chemického průmyslu a výroby potravin.

## Doprava
Severně od města prochází dálnice A4, jižně pak silnice 94 (droga krajowa 94), obě spojují města Krakov a Rzesow
Ve městě se sbíhají dvě železniční tratě:
- trať č. 25 Łódź Kaliska-Dębica
- trať č. 91 Kraków Główny-Medyka

Na místním nádraží došlo v noci z 27. na 28. prosince 1951 k nehodě, na jejíž následky zahynulo 11 lidí.

## Významné osobnosti
- Jerzy Żuławski (1874–1915) – spisovatel a dramatik

### Rodáci
- Ryszard Siwiec (1909–1968) – voják odbojové Zemské armády (Armia Krajowa), na protest proti invazi armád Varšavské smlouvy do Československa se 8. září 1968 upálil[10]
- Krzysztof Penderecki (1933–2020) – hudební skladatel klasické hudba a oper a dirigent, od roku 2003 čestný občan
- Leszek Pisz (* 1966) – fotbalista
- Mateusz Borek (* 1973) – sportovní novinář a fotbalový komentátor
- Artur Jędrzejczyk (* 1987) – fotbalista

## Partnerská města
- Puurs
- Okres Kuçovë
- Pomorie
- Obzor
- Veľký Meder
- Carei
- Svištov
- Muro
- Dunaújváros
- Kapuvár